# Ferdinand Rohde (Jurist)
Ernst Gustav Ferdinand Rohde (* 7. Juni 1863 in Lorsch; † 21. September 1927 in Darmstadt) war ein deutscher Jurist und als Bezirksamtmann Leiter der Verwaltung in den Landkreisen Schotten und Heppenheim.

## Leben
Ferdinand Rohde wurde als Sohn des Landgerichtsrats Ernst Rohde (1831–1910) und dessen Ehefrau Mathilde Auguste Decker (1839–1887) geboren. Nach dem Studium der Rechtswissenschaften mit Promotion zum Dr. jur. wurde er zunächst Regierungsassessor in Darmstadt. Am 23. Mai 1891 erhielt er die Ernennung zum Bezirksamtmann im Kreis Schotten und war damit Leiter der Verwaltung.
Im Oktober 1893 wechselte er in gleicher Funktion zum Kreis Heppenheim. 1896 kam er als Ministerialsekretär in das Hessische Innenministerium, stieg 1899 zum Regierungsrat auf und wurde vortragender Rat in der Ministerialabteilung für Finanzwirtschaft und Eisenbahnwesen.
Am 26. Mai 1909 wurde er Mitglied des Verwaltungsgerichtshofs Darmstadt.
Ferdinand Rohde war Leutnant der Artillerie und hatte am 11. August 1891 in Darmstadt Elisabeth Wilbrand (1868–1909) geheiratet. Aus der Ehe gingen die Söhne Ernst (1896–1977, Forstrat) und Wilhelm (1897–1976, Bürgermeister) sowie die Tochter Mathilde (1892–1985) hervor.

## Auszeichnungen
- 25. November 1901 Ritterkreuz des Verdienstordens Philipps des Großmütigen
- 12. April 1902 Oldenburgischer Haus- und Verdienstorden des Herzogs Peter Friedrich Ludwig
- 31. Mai 1902 Herzoglich Sachsen-Ernestinischer Hausorden, Ritterkreuz I. Klasse
- 25. November 1904 Geheimer Oberfinanzrat
- 21. April 1906 Herzoglich Sachsen-Ernestinischer Hausorden, Komtur II. Klasse
- 20. Oktober 1906 Roter Adlerorden III. Klasse
- 1909 Kronenorden II. Klasse
- 13. März 1917 Verdienstorden Philipps des Großmütigen Krone zum Ehrenkreuz